# Philip Ivanov
Filip (Philip) Jamal Rachid Ivanov (Sofia (Bulgarije), 7 februari 1978) is een Nederlands-Bulgaars acteur en presentator.
Ivanov werd in 1998 bekend om zijn rol van Che Azalaia in de serie Goede tijden, slechte tijden. Ondanks zijn enorme populariteit, zat hij slechts een jaar (seizoen 9) in de soap. In de film Loverboy speelde hij Lorenzo. Vervolgens verscheen hij nog in de series Vuurzee en Flikken. Later verscheen hij als presentator bij het jongerenprogramma Jetix en ook bij MTV presenteerde hij kortstondig een breakdance-programma, waarin hij zelf ook zijn kunsten vertoonde. Philip heeft namelijk zelf een achtergrond in Breakdance met een schuilnaam, genaamd Soultrotter. Verder verscheen hij in diverse videoclips van bekende Nederlanders zoals, Extince, Spinvis, Dewi en Brainpower. Hij nam ook deel als gastpresentator bij het jongerenprogramma 6pack.